# Новогвинейски крокодил
Новогвинейският крокодил (Crocodylus novaeguineae) е вид крокодил, разпространен на остров Нова Гвинея и още няколко острова от Бисмаркския архипелаг. Достига дължина от 5 m. Менюто му включва риби, птици, различни бозайници, а понякога и крокодили, било то други или от собствения му вид. Не рядко напада и хора.